# 维莱讷河畔塞尔翁
维莱讷河畔塞尔翁（法語：Servon-sur-Vilaine，法語發音：[sɛʁvɔ̃ syʁ vilɛn]）是法国伊勒-维莱讷省的一个市镇，位于该省东部，属于雷恩区。

## 地理
维莱讷河畔塞尔翁（48°7'17"N, 1°27'38"W）面积15.26 平方千米，位于法国布列塔尼大區伊勒-维莱讷省，该省份为法国西北部沿海省份，位于布列塔尼半岛东部，北濒大西洋，西接阿摩尔滨海省和莫尔比昂省，南至大西洋卢瓦尔省，西南端接曼恩-卢瓦尔省，东临马耶讷省，东北与芒什省接壤。
与维莱讷河畔塞尔翁接壤的市镇（或旧市镇、城区）包括：拉布埃克西耶尔、阿西涅、布雷塞、沙托布尔、多马涅、维莱讷河畔努瓦亚勒。
维莱讷河畔塞尔翁的时区为UTC+01:00、UTC+02:00（夏令时）。

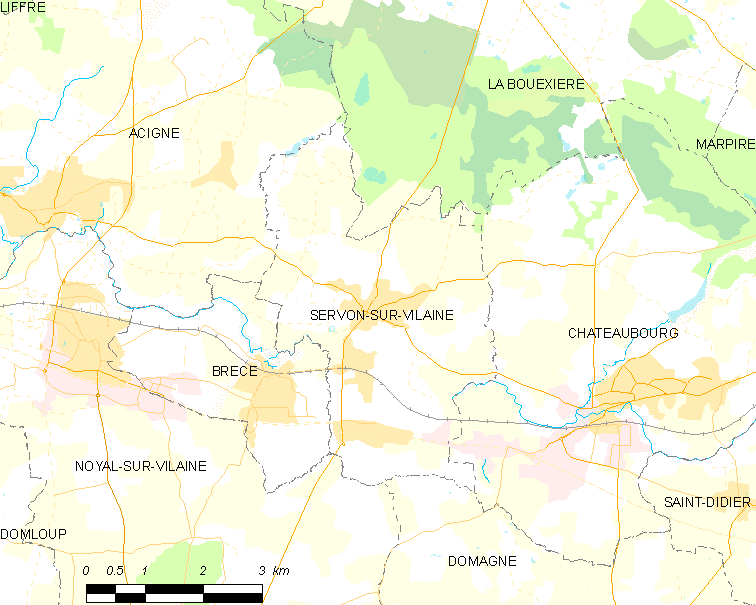
维莱讷河畔塞尔翁的OSM定位图

## 行政
维莱讷河畔塞尔翁的邮政编码为35530，INSEE市镇编码为35327。

## 政治
维莱讷河畔塞尔翁所属的省级选区为沙托日龙县。

## 交通
法国国道N157线经过境内南部并设有出入口。伊勒-维莱讷省省道D29线、D33线、D101线在市中心交汇。
塞尔翁站是巴黎－布雷斯特铁路上的一个车站。

## 人口

1962-2008年间维莱讷河畔塞尔翁人口变化图示

维莱讷河畔塞尔翁于2022年1月1日时的人口数量为4032人。